# Heinrich Fresenius (Chemiker)

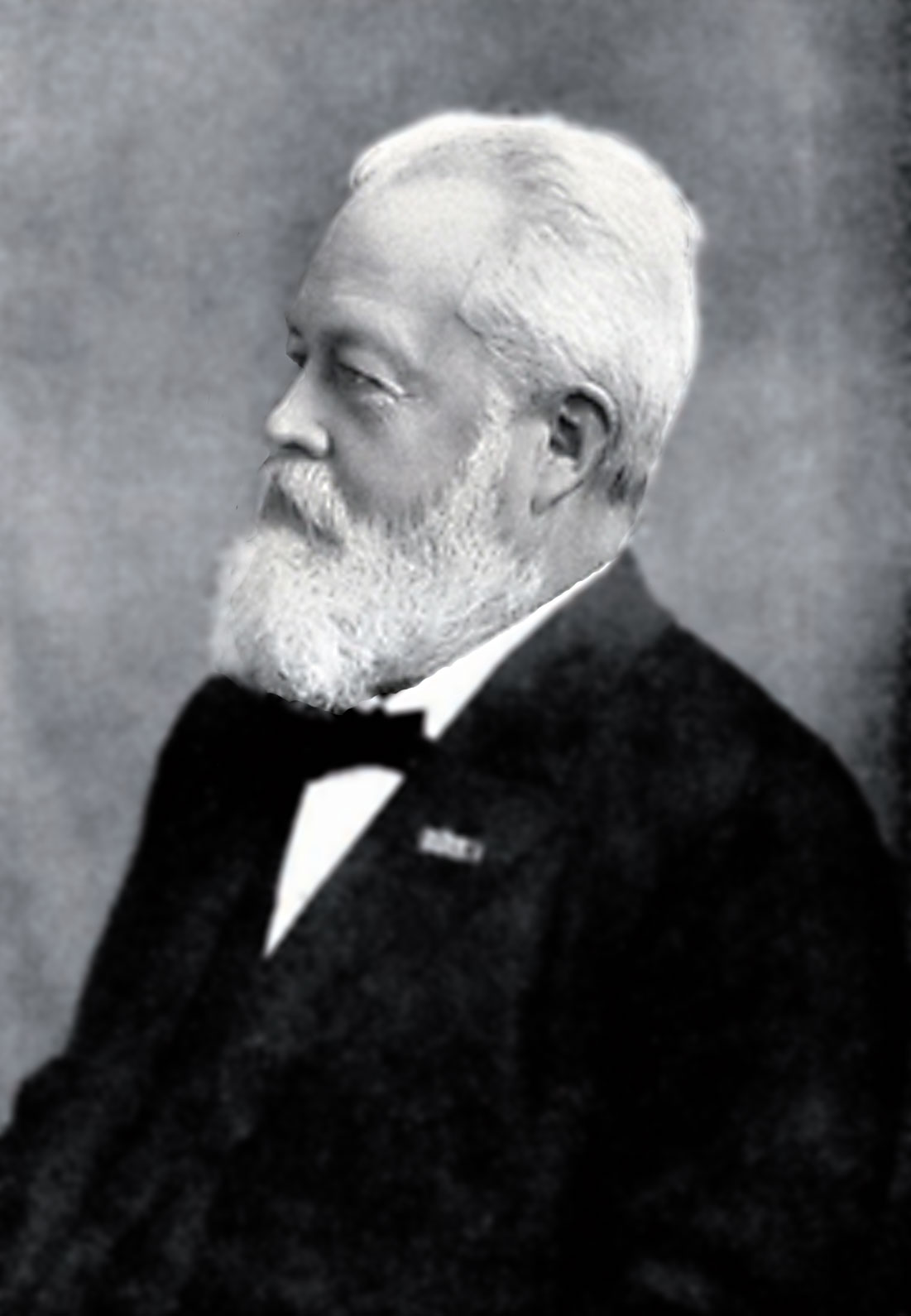
Remingus Heinrich Fresenius

Remigius Heinrich Fresenius, genannt Heinrich Fresenius, (* 14. November 1847 in Wiesbaden; † 14. Februar 1920 ebenda) war ein deutscher analytischer Chemiker.

## Leben
Heinrich Fresenius war der Sohn von Carl Remigius Fresenius und von Charlotte Rumpf, einer Tochter des Literaturwissenschaftlers Friedrich Karl Rumpf. 1866 bis 1868 studierte er im Unterrichtslabor seines Vaters. Ab 1868 studierte er Chemie in Berlin und Leipzig bei Hermann Kolbe, wo er 1871 mit der Arbeit Über das Corallin promovierte. Ab 1871 gab er die Zeitschrift für Analytische Chemie heraus. Bis 1872 war er noch Assistent Kolbes, anschließend Dozent im väterlichen Labor. 1881 übergab ihm sein Vater das Direktorat des agrarwirtschaftlichen Forschungslabors, das auf seine Anregung gegründet worden war. 1897 übernahm er nach dem Tod seines Vaters mit seinem Bruder Theodor Wilhelm Fresenius und seinem Schwager Ernst Hintz die Leitung des Fresenius-Labors und gab gemeinsam mit ihnen die Zeitschrift für Analytische Chemie heraus.
Er entwickelte verschiedene Methoden zum Nachweis von Metallen in Fetten und Ölen und Methoden zur elektrolytischen Bestimmung für Nickel und Cobalt. Er fand den mikrochemischen Nachweis für Rubidium und die 30-Minuten-Wasseranalyse. Man ernannte ihn zum geheimen Regierungsrat, zum Professor und er war Vorstand der agrikulturchemischen Versuchsstation in Wiesbaden, für welches er 1896 auch dessen Geschichte verfasste. Als Rittmeister der Landwehr beteiligte er sich am Krieg 1870/71. Zudem war er Ritter des königlich preußischen Roten Adlerordens vierter Klasse, des Erzherzoglichen Luxemburgischen Ordens der Eichenkrone, des eisernen Kreuzes zweiter Klasse und einiger kleiner anderer Orden.

## Familie
Fresenius verheiratete sich am 24. März 1876 in Wiesbaden mit Eva Maria Charlotte von Heusch (* 11. Mai 1851 in Gartz a. O. bei Stettin; † 22. Dezember 1930 in Wiesbaden), die Tochter preußischen Majors in Aachen Wilhelm von Heusch (* 20. September 1824 in Hohensee bei Wolgast; † 16. September 1871 in Aachen) und dessen Frau Natalie (geb. Wehrmann; * 6. Juni 1825 in Stendal/Altmark; † 16. Mai 1911 in Wiesbaden). Aus der Ehe stammen Kinder. Von diesen kennt man:
1. Tochter Natalie Auguste Eva Charlotte Fresenius (* 28. Januar 1877 in Wiesbaden), ⚭ 10. Oktober 1903 mit dem Chemiker in Bremen und Bonn Luiz da Rocha-Schmidt (* 18. Februar 1871 in Bahia/Brasilien)
2. Sohn Wilhelm Karl Achim Remingus Fresenius (* 4. Juli 1878 in Wiesbaden) besuchte das Gymnasium Wiesbaden und das landwirtschaftliche chemische Laboratorium ebenda, Student Uni. Berlin und Uni. Bonn, 1902 Dr. phil. Uni. Bonn, Chemiker, Direktor und Mitinhaber des chemischen Labors Fresenius, Vorstand der landwirtschaftlichen Versuchsanstalt Wiesbaden, ⚭ I. 15. April 1906 (⚮ 3. April 1930) in Hemme bei Heide/Holstein mit Johanna Käthe Michelsen (* 23. Dezember 1877 in Rantrum bei Husum), Tochter des Detlef Michelsen u. d. Amanda (geb. Witt), ⚭ 20. September 1930 in Wiesbaden mit Gertrud Hofmann (* 19. November 1890 in Bad Ems), Tochter des Wilhelm Christian Hofmann (* 20. Januar 1857 in St. Goarshausen; † 14. Juli 1933 in Wiesbaden) und der Johanna (geb. Dresler; * 13. Februar 1864 in Bad Ems)
3. Sohn August Heinrich Erwin Fresenius (* 8. Dezember 1880 in Wiesbaden), Regierungsrat in Aachen, später preußischer Regierungsdirektor in Münster/Westfalen, ⚭ 14. Juli 1913 in Aachen mit Luise Karoline Herta Kaufmann (* 1. August 1892 in Aachen), Tochter des Ingenieurs in Aachen Johann Karl Ludwig Kaufmann (* Berneck/Fichtelgebirge; † 12. August 1914 in Aachen) und der Emilie Wilhelmine Marie Prigge (* 23. Juli 1869 in Staßfurt)
4. Sohn Anton Gustav Emil Otto Fresenius (* 14. April 1883 in Wiesbaden; †⚔ 9. August 1915 in Zawadowka bei Tlodowo/Russland), königlich preußischer Hauptmann
5. Sohn Sigismund August Wilhelm Fresenius (* 25. Juni 1886 in Wiesbaden; † 5. Oktober 1971 in Frankfurt am Main)
6. Tochter Alexe Margarethe Bertha Helene (* 8. August 1890 in Wiesbaden; † 2. April 1891 ebenda)